# Gardner Dozois
Gardner Raymond Dozois (Salem, Massachusetts, 1947. július 23. – Philadelphia, Pennsylvania, 2018. május 27.) Nebula-díjas amerikai science fiction-író, szerkesztő.

## Művei
- A Special Kind of Morning (1971)
- Chains of the Sea (1971)
- Machines of Loving Grace (1972)
- A Day in the Life (1973)
- Nightmare Blue (1977, George Alec Effingerrel)
- The Visible Man (1977, válogatás)
- Strangers (1978)
- A Traveler in an Antique Land (1983)
- The Peacemaker (1983, Nebula-díjas)
- Morning Child (1984, Nebula-díjas)
- Slow Dancing Through Time (1990, válogatás)
- Geodesic Dreams (1992, válogatás)
- A Knight of Ghosts and Shadows (1999)
- Strange Days: Fabulous Journeys with Gardner Dozois (2001, válogatás)
- The Hanging Curve (2002)
- Morning Child and Other Stories (2004, válogatás)
- When the Great Days Came (2005)
- Shadow Twin (2005, George R. R. Martinnal és Daniel Abrahammel)
- Counterfactual (2006)
- Hunter's Run (2008, George R. R. Martinnal és Daniel Abrahammel)
- When the Great Days Come (2011, válogatás)
- Neanderthals (2018)

## Magyarul megjelent szerkesztései
- Zsiványok; szerk. George R. R. Martin, Gardner Dozois; Fumax, Bp., 2015
- Veszélyes amazonok; szerk. George R. R. Martin, Gardner Dozois; Fumax, Bp., 2018
- A legjobbak legjobbjai; szerk. Gardner Dozois; Gabo, Bp., 2019–
  - 1. Két évtized legjobb science fiction novellái; 2019
  - 2. Két évtized legjobb science fiction kisregényei; 2021
- A mágia könyve; szerk. Gardner Dozois; Delta Vision, Bp., 2021

## Díjai
- Nebula-díj (1983, The Peacemaker)
- Nebula-díj (1984, Morning Child)
- Hugo-díj (hivatásos szerkesztői tevékenységéért, 1988 és 2004 között 15 alkalommal)
- Sidewise-díj (2006, Counterfactual)